# Greatest Hits Volume 1 (The Beatles)
Greatest Hits Volume 1, noto anche come The Beatles' Greatest Hits 1, è una raccolta australiana dei Beatles pubblicata nel 1966 dalla Parlophone con il numero di serie PMCO 7553 per la versione mono e PCSO 7533 per la versione stereo.

## Tracce
1. Please Please Me (Lennon-McCartney)
2. From Me to You (Lennon-McCartney)
3. She Loves You (Lennon-McCartney)
4. I'll Get You (Lennon-McCartney)
5. I Want to Hold Your Hand (Lennon-McCartney)
6. Love Me Do (Lennon-McCartney)
7. I Saw Her Standing There (Lennon-McCartney)
8. Twist and Shout (Medley-Russel)
9. Roll Over Beethoven (Berry)
10. All My Loving (Lennon-McCartney)
11. Hold Me Tight (Lennon-McCartney)
12. Can't Buy Me Love (Lennon-McCartney)
13. You Can't Do That (Lennon-McCartney)
14. Long Tall Sally (Blackwell-Johnson-Penniman)

## Formazione
- John Lennon: voce nella traccia 1, 2, 3, 4, 5, 6, 8 e 13, seconda voce nella traccia 7, cori, armonica a bocca nelle tracce 1, 2, 3, 4 e 6, battimani nelle tracce 5, 7, 9 e 11, chitarra solista nelle tracce 13 e 14, chitarra ritmica
- Paul McCartney: voce nelle tracce 2, 3, 4, 5, 6, 10, 12 e 14, cori, campanaccio nella traccia 13, battimani nelle tracce 4, 5, 7, 9 e 11, basso elettrico
- George Harrison: voce nella traccia 1, cori, battimani nelle tracce 4, 5, 7, 9 e 11, chitarra ritmica nella traccia 13, chitarra solista
- Ringo Starr: battimani nelle tracce 4, 5, 7, 9 e 11, tamburello nella traccia 6, conga nella traccia 13, batteria
- Andy White: batteria nella traccia 6[3][4][5]